# Rostvårtskräling
Rostvårtskräling (Flammulaster ferrugineus) är en svampart som först beskrevs av Maire ex Kühner, och fick sitt nu gällande namn av Roy Watling 1967. Enligt Catalogue of Life ingår Rostvårtskräling i släktet Flammulaster,  och familjen Inocybaceae, men enligt Dyntaxa är tillhörigheten istället släktet Flammulaster,  och familjen Tubariaceae. Arten är reproducerande i Sverige. Inga underarter finns listade i Catalogue of Life.